# Codiererläuterung
Eine Codiererläuterung oder ein Codierhinweis ist eine Textpassage aus den bisher 14 vom österreichischen Gesundheitsministerium (BMGF) veröffentlichten LKF-Rundschreiben, die dazu dient, unklare oder missverständliche medizinische Sachverhalte und deren korrekte Codierung im LKF-System zu erläutern und zu präzisieren. Es handelt sich hierbei um die aufgrund des Dokumentationsgesetzes vorgeschriebene Codierung nach ICD-10 BMSG 2001 und nach dem Leistungskatalog. Die für das Jahr 2007 relevanten Codiererläuterungen sind im Handbuch Medizinische Dokumentation LKF 2007 des BMGF veröffentlicht.
Dabei wird im Stile von FAQs (frequently asked questions) jeweils eine konkrete Fragestellung dargestellt und beantwortet.